# فرانکو بالمامیون
فرانکو بالمامیون (زادهٔ ۱۱ ژانویهٔ ۱۹۴۰) رکابزن حرفه‌ای سابق ایتالیایی است که در رشتهٔ دوچرخه‌سواری جاده فعالیت می‌کرد. او توانست دو قهرمانی پیاپی در سال‌های ۱۹۶۲ و ۱۹۶۳ در جیرو دیتالیا کسب کند.

## فعالیت حرفه‌ای
بالمامیون که دقیقاً پیش از جنگ به دنیا آمده‌بود، در فقر خفه‌کنندهٔ ایتالیای پس از جنگ رشد کرد. خرید دوچرخه در اولویت‌های او و خانواده‌اش جایی نداشت. یک کارفرما دوچرخه‌ای به او داد تا بتواند در رقابت‌ها شرکت کند. بالمامیون توانست خود را به عنوان یکی از بهترین رکابزنان آماتور در شمال ایتالیا معرفی کند. تیم بیانکی که به دنبال یک رکابزن خوب جوان بود تا در دورهٔ پس از کوپی، لنگر تیم باشد، با بالمامیون قرارداد امضا کرد تا رهبر تیم در جیرو دیتالیای ۱۹۶۱ باشد. هنگامی که او به عنوان رهبر تیم انتخاب شد، تنها ۲۱ سال سن داشت. بالمامیون تفکر تاکتیکی و استراتژیک عالی داشت که می‌توانست از توانایی خود به درستی استفاده کند و بداند که چه زمانی دیگران در آستانهٔ تسلیم هستند.
در پایان مرحلهٔ نخست جیرو، بالمامیون در رتبهٔ دوم قرار گرفت. او توانست تا پایان مرحلهٔ دهم همواره جزء ۴ نفر نخست رده‌بندی اصلی باشد؛ ولی در مرحلهٔ یازدهم، ۲۰ دقیقه دیرتر از برندهٔ مرحله از خط پایان گذشت و از ۱۰ نفر نخست خارج شد. در پایان جیرو، او در رتبهٔ بیستم قرار گرفت.
برای فصل ۱۹۶۲ بالمامیون ابتدا به عضویت تیم ایگنیس درآمد؛ ولی پس از آن که متوجه شد باید خادم باشد، درخواست جدایی کرد. قرارداد او با ایگنیس فسخ شد و به تیم کارپانو پیوست. نینو دفیلیپیس سرگروه تیم کارپانو بود؛ ولی بالمامیون اعتقاد داشت که او تنها به دنبال کسب پیروزی در مراحل جیرو است. در مرحلهٔ دوم جیرو، بالمامیون به دلیل نخوردن غذای کافی، بیش از ۱۰ دقیقه زمان از دست داد و تیم کارپانو تصمیم گرفت دفیلیپیس را برای قهرمانی جیرو حمایت کند. پس از آن بالمامیون به‌تدریج خود را بالا کشید و در پایان مرحلهٔ ۱۵، رتبهٔ دهم رده‌بندی اصلی را با اختلاف حدود ۹ دقیقه با رهبر مسابقه به دست آورد. او مرحلهٔ ۱۶ را با رتبهٔ دوم به پایان رساند و به رتبهٔ هفتم رده‌بندی اصلی رسید. در مرحلهٔ ۱۷ پس از خنثی شدن یک حمله توسط گروه اصلی، چند رکابزن دوباره فرار کردند. بالمامیون نیز به آنان پیوست و گروه اصلی نتوانست آن را خنثی کند. گروه پیشتاز با فاصلهٔ بیش از ۶ دقیقه زودتر از گروه اصلی از خط پایان گذشت و بالمامیون توانست برای نخستین بار، پیراهن صورتی را به دست آورد. دفیلیپیس که انتظار نداشت تیمش از فرار بالمامیون حمایت کند، پس از پایان مرحله با ناراحتی به خانهٔ خود رفت؛ ولی مالک تیم توانست او را راضی کند که به مسابقه ادامه دهد. بالمامیون در مرحلهٔ ۱۸ بیش از ۲۰ ثانیه از دست داد؛ ولی در دو مرحلهٔ کوهستانی بعد، توانست در برابر حملات رقیبان خود مقاومت کند و رهبری مسابقه را در دست خود نگه دارد. دفیلیپیس بارها تلاش کرد که از بالمامیون پیشی گیرد؛ ولی تنها نتیجهٔ آن افزایش فاصلهٔ بالمامیون با سایر رقیبان بود. در پایان، بالمامیون توانست نخستین قهرمانی خود در جیرو را به دست آورد؛ در حالی که هیچ پیروزی مرحله‌ای به دست نیاورده‌بود.
در جیروی ۱۹۶۳ بالمامیون تا مرحلهٔ ۱۱ جزء تعقیب‌کنندگان دیگو رونکینی بود و در پایان این مرحله، با ۲۹ ثانیه اختلاف، در رتبهٔ دوم قرار داشت. در مرحلهٔ ۱۲ جزء گروه پیشتازی بود که با فاصلهٔ ۸۲ ثانیه زودتر از رونکینی از خط پایان گذشتند. به این ترتیب، بالمامیون رهبری جیرو را با اختلاف ۴ ثانیه نسبت به جورجو زاکانارو به دست گرفت و آن را تا پایان مرحلهٔ ۱۵ در اختیار داشت. مرحلهٔ ۱۶ تایم تریل انفرادی بود و بالمامیون نزدیک به ۴ دقیقه دیرتر از نفر اول مسیر ۵۶ کیلومتری را طی کرد و هفتم شد. این رخداد باعث شد که در رده‌بندی اصلی، به رتبهٔ پنجم سقوط کند؛ در حالی که تنها ۲۴ ثانیه با رونکینی که دوباره رهبر مسابقه شده‌بود، اختلاف داشت. در مرحلهٔ ۱۸ بالمامیون و ویتوریو آدورنی با یکدیگر از خط پایان گذشتند و آدورنی پیراهن صورتی را به دست آورد؛ در حالی که بالمامیون با فاصلهٔ ۲۲ ثانیه به رتبهٔ دوم رده‌بندی اصلی رسید. در مرحلهٔ ۱۹ که آخرین مرحلهٔ کوهستانی بود، او اجازه داد که آدورنی به تعقیب ویتو تاکونه که پیشتاز بود، بپردازد و پس از آن که آدورنی خسته شد، بالمامیون حمله کرد و او را پشت سر گذاشت و با فاصلهٔ نزدیک به ۳ دقیقه زودتر از او از خط پایان گذشت تا دوباره پیراهن صورتی را بر تن کند. او توانست رهبری را تا پایان مسابقه حفظ کند و برای دومین بار پیاپی، برندهٔ جیرو دیتالیا شود.
در سه سال بعد، بالمامیون همواره جزء ۱۰ نفر نخست جیرو بود؛ ولی نتوانست موفقیتی به دست آورد. در جیروی ۱۹۶۷ بالمامیون خادم جانی موتا (قهرمان جیروی ۱۹۶۶) بود؛ ولی پس از ناکامی موتا در تایم تریل انفرادی مرحلهٔ ۱۶ و خروج او از رقابت برای پیراهن صورتی، بالمامیون اجازه یافت که برای خودش مسابقه دهد. در مرحلهٔ بعد، او به همراه گروهی از رکابزنان فرار کرد و پشت سر برندهٔ مرحله، از خط پایان گذشت تا به رتبهٔ پنجم رده‌بندی اصلی برسد. او مرحلهٔ ۲۰ را نیز با مقام سوم به پایان رساند و در رده‌بندی اصلی، سوم شد. بالمامیون در بخش نخست مرحلهٔ پایانی نیز دوم شد و با پشت سر گذاشتن ژاک آنکتیل به رتبهٔ دوم رده‌بندی اصلی رسید؛ در حالی که بیش از ۳ دقیقه عقب‌تر از فلیچه جیموندی بود.
در همان سال، بالمامیون در تور دو فرانس نیز شرکت کرد و در پرولوگ، با فاصلهٔ ۱۷ ثانیه هشتم شد. در پایان مرحلهٔ هشتم، توانست خود را تا رتبهٔ ۴ بالا بکشد و در مرحلهٔ پایانی، به رتبهٔ سوم رسید و در دومین حضور خود در تور دو فرانس توانست روی یکی از سکوهای سه‌گانه بایستد.
در جیروی ۱۹۶۸ بالمامیون هفتم شد. نمونهٔ دوپینگ او در مرحلهٔ سیزدهم مثبت اعلام شد؛ ولی عواقبی برای او به همراه نداشت. در سال ۱۹۶۹ در جیرو شرکت نکرد و در تور دو فرانس حضور یافت؛ ولی نتوانست رتبه‌ای بهتر از ۳۹ کسب کند. او در جیروی ۱۹۷۰ خادم جیموندی بود و دوازدهم شد. در تور دو فرانس آن سال نیز همین نتیجه را تکرار کرد. بالمامیون در سال‌های بعد نیز در جیرو شرکت کرد؛ ولی نتوانست نتیجهٔ قابل توجهی به دست آورد.

## دستاوردها

### نتایج گرند تورها
| گرند تور | ۱۹۶۱ | ۱۹۶۲ | ۱۹۶۳   | ۱۹۶۴ | ۱۹۶۵ | ۱۹۶۶ | ۱۹۶۷ | ۱۹۶۸ | ۱۹۶۹ | ۱۹۷۰ | ۱۹۷۱   | ۱۹۷۲ |
| -------- | ---- | ---- | ------ | ---- | ---- | ---- | ---- | ---- | ---- | ---- | ------ | ---- |
| جیرو     | ۲۰   | ۱    | ۱      | ۸    | ۵    | ۶    | ۲    | ۷    | —    | ۱۲   | انصراف | ۳۸   |
| تور      | —    | —    | انصراف | —    | —    | —    | ۳    | —    | ۳۹   | ۱۲   | انصراف | —    |
| ووئلتا   | —    | —    | —      | —    | —    | —    | —    | —    | —    | —    | —      | —    |